# The Talos Principle
The Talos Principle – logiczna gra komputerowa domyślnie ukazana z perspektywy pierwszej osoby, ale z możliwością zmiany na perspektywę trzeciej osoby, wyprodukowana przez Croteam i wydana przez Devolver Digital w 2014. W 2015 ukazało się DLC Road to Gehenna, charakteryzujące się wyższym poziomem trudności. Istnieje wersja gry przeznaczona dla headsetów VR.
Gra zawiera motywy filozoficzne oraz nawiązania do mitologii i religii, jej tytuł nawiązuje do Talosa.

## Rozgrywka
Celem gry jest rozwiązywanie różnorodnych łamigłówek, których w grze jest ponad 120. Łamigłówki wymagają od gracza dostania się do klocków podobnych do tych z Tetrisa zwanych w grze sigilami. W celu rozwiązania zagadek należy używać rozmieszczonych po arenach specjalnych narzędzi, takich jak np. przenośne urządzenia zagłuszające, wiatraki czy skrzynie.
W grze istnieje dowolność w kolejności rozwiązywania zagadek w danej lokacji, lecz możliwość odwiedzania kolejnych światów i zyskiwania dostępu do kolejnych narzędzi wymaganych do rozwiązywania zagadek jest ograniczana dopóki gracz nie zdobędzie odpowiedniej liczby sigili.
Poza zagadkami gracz może również korzystać z rozmieszczonych po świecie gry terminali komputerowych, interakcja z nimi dostarcza dodatkowej narracji fabularnej.

## Opis fabuły
Bohater gry jest bezimiennym androidem, który budzi się w nieznanym otoczeniu i słyszy głos osoby przedstawiającej się jako Elohim i podającej się za Boga. Elohim zachęca bohatera do eksploracji stworzonych przez niego światów i rozwiązywania przygotowanych zagadek, obiecując w zamian życie wieczne, jednak zabrania mu wchodzenia na szczyt wieży znajdującej się w centrum światów. Po interakcjach z terminalami jasnym staje się, że bohater znajduje się w rzeczywistości wirtualnej, a on sam wraz z innymi androidami są jednostkami sztucznej inteligencji. Sztuczna inteligencja zwana Miltonem, komunikująca się z bohaterem za pomocą terminali prowadzi z nim filozoficzne dyskusje i stara się napełnić go wątpliwościami odnośnie Elohima.

## Odbiór
Gra spotkała się z pozytywnym odbiorem krytyków, zbierając na portalu Metacritic średnią ocen wynoszącą 85/100 dla wersji PC i 88/100 dla wersji na PS4.

## Sequel
W maju 2023 roku na pokazie Playstation Showcase zaprezentowano zwiastun zapowiadający The Talos Principle II. Datę premiery zaplanowano na ten sam rok.